# Залевський Микола Рахмілович
Мико́ла Рахмілович Залевський (*19 лютого 1951, Київ)  — український і американський художник, автор творів живопису і графіки, яскравий представник постмодернізму. За радянських часів перебував у андеграунді. З 1991 року переважно мешкає в Західному Хартфорді (штат Коннектикут, США), де працює у своїй майстерні. Не полишає зв'язку з Україною, там він нерідко знаходить теми для нових робіт. Представник Нової української хвилі.

### Нагороди
- Нагорода PALM ART AWARD 2016  [Архівовано 22 червня 2017 у Wayback Machine.]
- Нагорода Art-Competition.net — Grant Recipient for Open_2018
- Перше місце міжнародного он-лайн конкурсу Art-competition.net —"Основи-2018" [Архівовано 17 липня 2018 у Wayback Machine.]
- Нагорода Музею російського мистецтва, Джерсі-Сіті, штат Нью-Джерсі, США, 2012
- Нагорода West Hartford Art League, штат Конектикут, США, 2011.
- Нагорода Галереї в Кантоні, штат Коннектикут, США, 1995

## Біографія

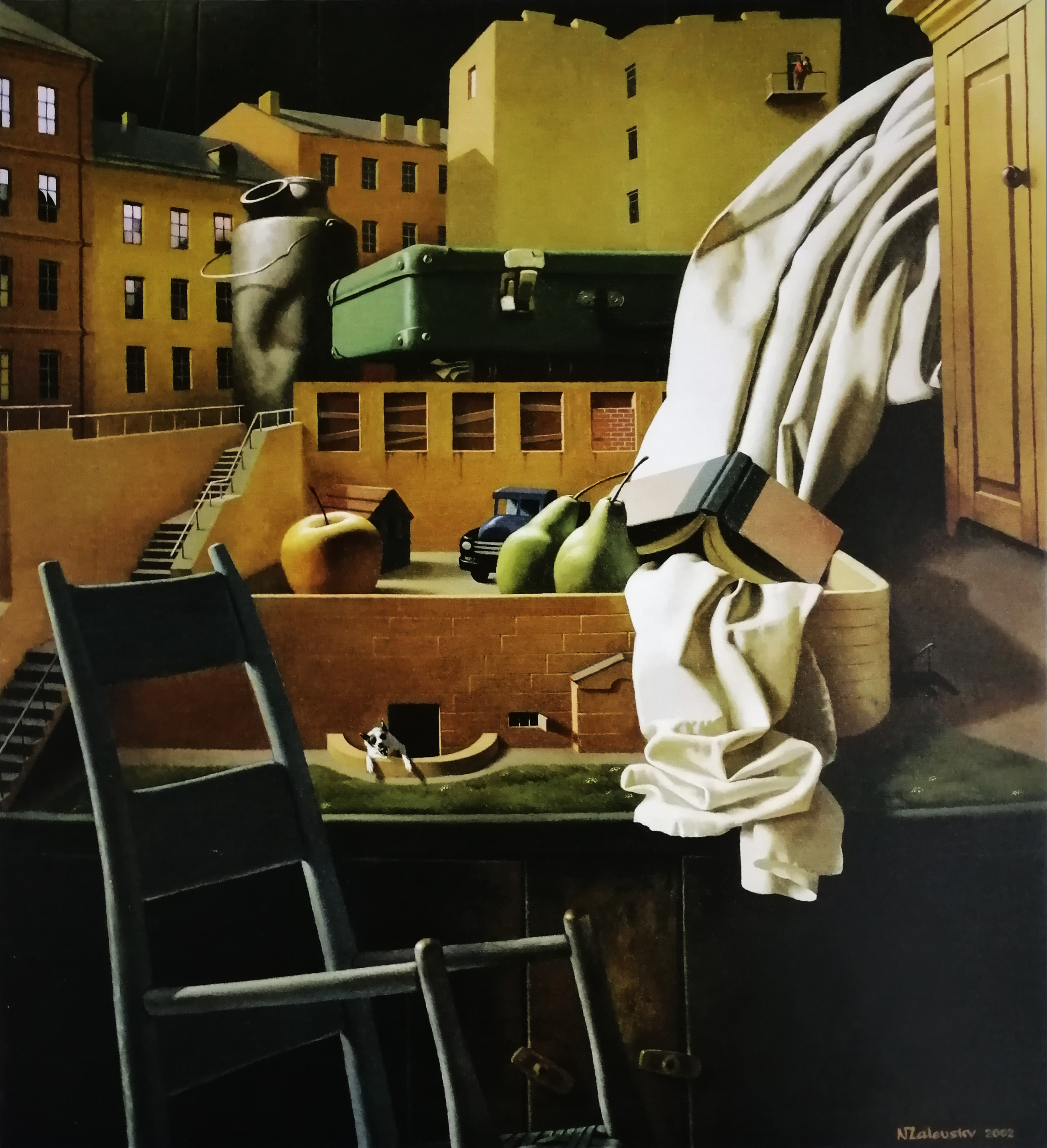
Микола Залевський. Сходи, де мій брат зламав палець (Київський натюрморт) П., o. 96 x 86 cm. 2002

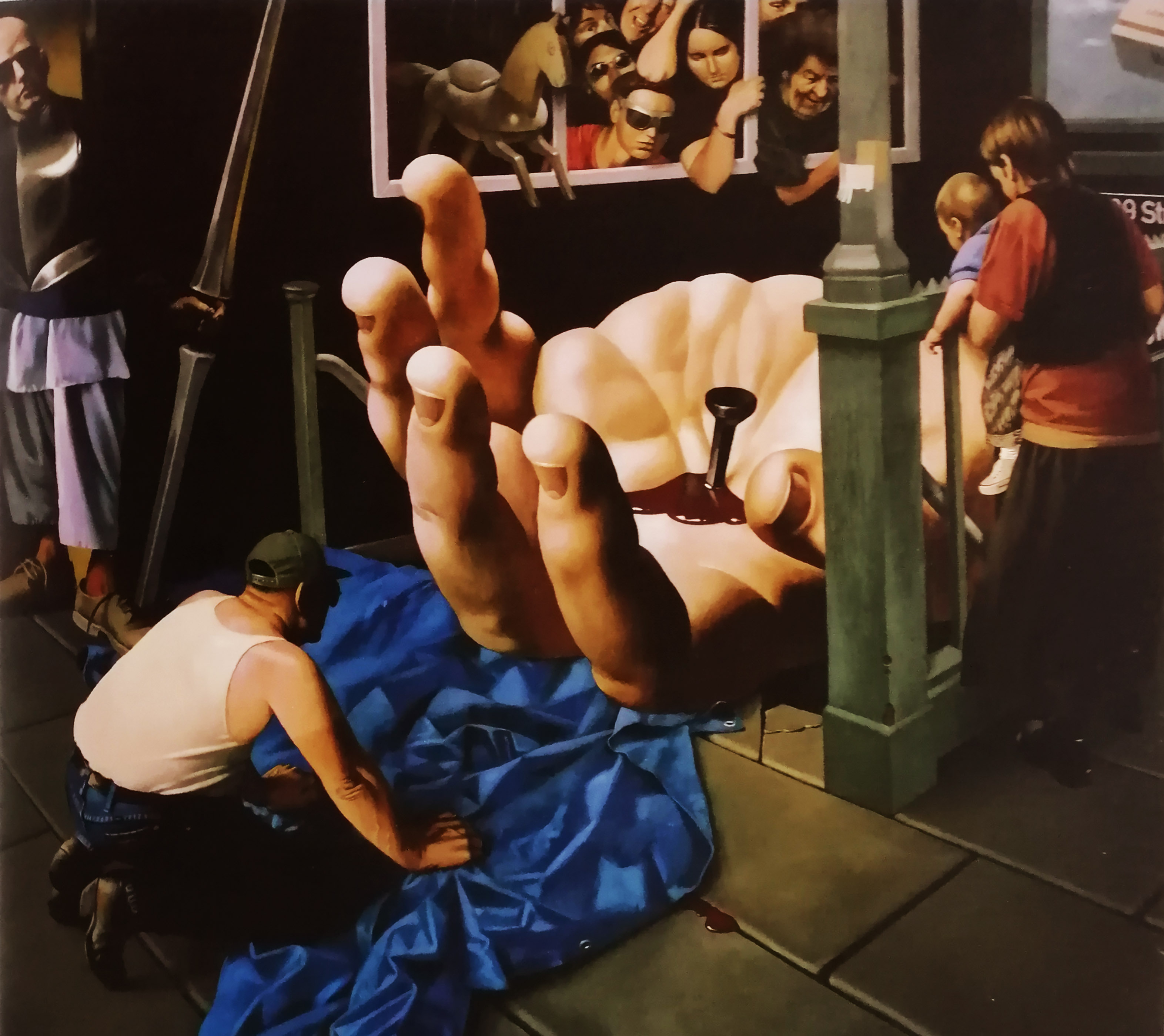
Микола Залевський. Розп'яття на Манхеттені. П., o. 127 x 112 cm. 1996

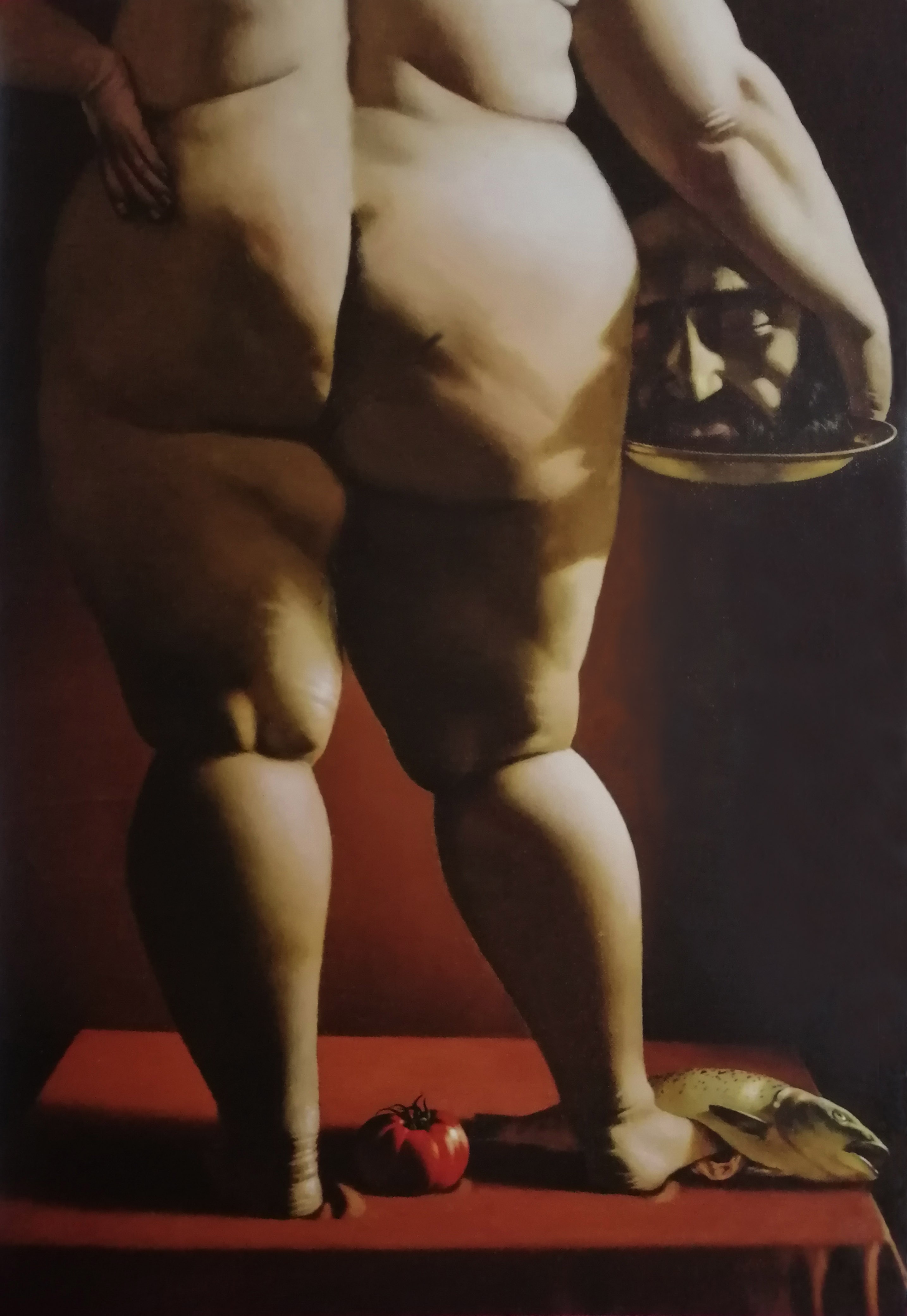
Микола Залевський. Соломея. П., o. 96 x 79 cm. 2002

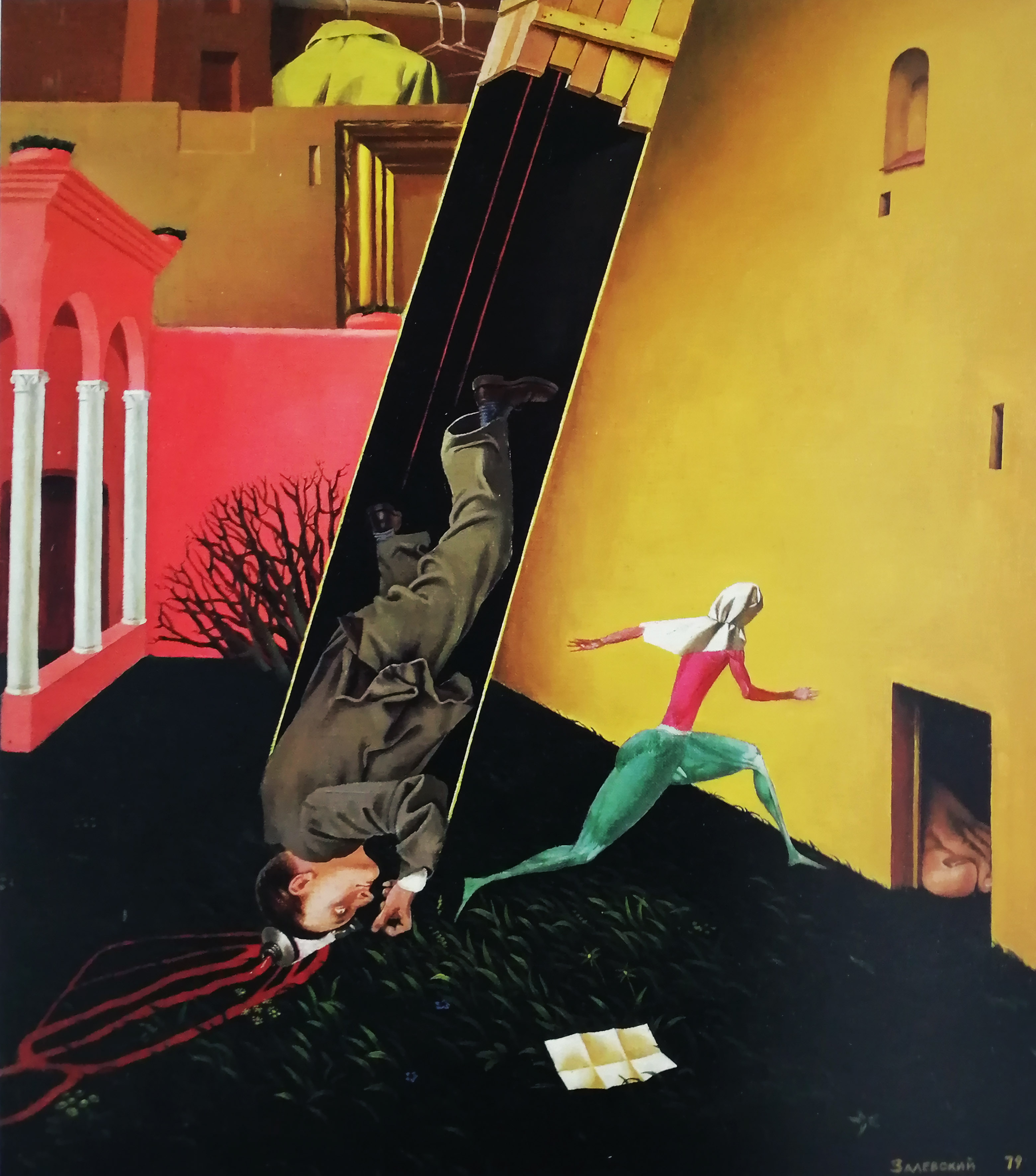
Микола Залевський. Соло для сопрано. П., o. 53 x 47 cm. 1979

Микола Залевський народився 19 лютого 1951 року в Києві, в інтернаціональній сім'ї  — у матері українки і батька єврея, коли старшому брату Владиславу було вже 17 років. Художника назвали на честь діда, материного батька, Миколи Пєтухова, який був дворянином і офіцером царської армії. Через класову приналежність його було розстріляно 1919 р. каральними органами радянської влади, про що небезпечно було навіть згадувати. Проте онук пишався своїм дідом і завжди тримав на видноті його збільшений фотопортрет. Змалку Микола мав помітний хист до малювання, тож був прийнятий до спеціального закладу для обдарованих митців — Республіканської художньої школи в Києві, яку закінчив у 1968. Вищу художню освіту отримав у Київському відділенні Українського поліграфічного інституту ім. Івана Федорова, тепер — Українська академія друкарства, закінчивши факультет графіки (1976).Мав дружні стосунки з видатним андеграундним митцем Віленом Барським, іноді позував на його уроках малювання натурником.
Особливі стосунки склалися в нього з викладачем Флоріаном Юр'євим, з яким він обговорював чимало мистецьких питань, протягом багатьох років по закінченні інституту.
Першим значним успіхом Миколи Залевського була його вдала дипломна робота — ілюстрації до казки Шарля Перро «Хлопчик-мізинчик», яку було опубліковано 1976 року київським видавництвом «Веселка» накладом 200000 примірників. Проте художні погляди Миколи значно відрізнялись від тих, які були затверджені в державі, не відповідали канонам соціалістичного реалізму. Тож він не розраховував на успіх у країні, яка не давала змоги розвинутись його таланту. Довгі роки він мав випадкові заробітки, а свої картини виставляв в андеграундних умовах: по квартирах київської інтелігенції та у покинутих приміщеннях. Це змусило художника шукати нові обрії. Тож у 1991 році він з сім'єю вирушив до Америки, де раніше оселився його старший брат.
Зараз він живе в Західному Гартфорді (штат Коннектикут, США) та у Києві (Україна).
Одружений, дружина — Маргарита, син — Євген.

## Творчість
Перебування в андеграунді Микола переживав як абсурдність і ненормальність часів застою. У своїх перших картинах, написаних наприкінці 60-х-початку 70-х художник висловив своє світовідчуття, опозиційне до штучного оптимізму офіційної культури. Покоління сімдесятників, яке яскраво представляв Залевський, висловлювало соціально-критичну позицію, невдоволення рядянською дійсністю. Як зауважує Фред Коен, стилістика сюрреалізму М. Залевського походить від «типового екс-радянського цинізму».

Так, у 1974 році він написав картину «Якось уночі». На ній художник передав важку атмосферу, яка залишилася в країні після комуністичних репресій. Сюжет картини розгортається всередині «сталінського» будинку. Зачинені вікна, як безвихідь, у якій опинилися, ніби випадково, оголена жінка і незрозуміла істота, чи то карлик, чи маленький чоловічок із звірячими вухами, що вмостився на гойдалці. Атрибутика гри на дитячому майданчику намагається розвіяти серйозність мороку й абсурду, який причаївся по темних, брудно-зелених кутках. Ця робота експонувалася у колі неформалів, зокрема, у 1977 році в приміщенні по вул. Червоноармійській, 136. Виставка неформального об'єднання «Рух» об'єднала однодумців: Ю. Косіна, М. Недзельський, С. Федоринчика, М. Трегуба , В. Баклицького, М. Залевського, О. Костецького, О.Голуб,В. Богуславського та інших.
У 1979 році Залевський написав картину «Для сопрано», в якій у замкненому міському просторі динамічно розвивається незбагненна подія. У центрі — «вилітає у трубу», що змальовано у прямому сенсі, чоловік у сірому костюмі, який головою чавить тюбик з червоною фарбою. Від цього жахіття тікає якась м'язиста, без шкіри й без голови зелена істота. Білий папірець на першому плані має вигляд партитури для сопрано (або ж верескливого зойку). З оточуючою реальністю тут збігаються, напевно, складні взаємовідносини особистостей у суспільстві, ієрархічність і жах бюрократизації. Ці сюрреалістичні композиції стали одними з перших полотен глибоко філософського змісту, над якими художник продовжує працювати, переїхавши до Америки.
Художник постійно відвідує рідне місто Київ. Напевно ці перельоти навіяли сюжет «Сезон качок», де самотній птах пролітає над хмарами з пом'ятими авіаквитками замість крил, і лише в нечіткому відображенні скла видно качку, на яку звичайно полюють у наших краях. Знайомим з дитинства місцям присвячено «Київський натюрморт» (2002), де на сходах і дахах розкидані старі речі, такі як довоєнна валіза, алюмінієвий бідон і т. ін.
«Я завжди мріяв висадити в повітря цей бездоганно-ситий світ голландського натюрморту. Картина не має права бути додатком до дорогого інтер'єру. Хто дав їм право васалів? Де їх земля?», — пише М. Залевський. Його «Голландський натюрморт» (2005) містить, окрім таких звичайних предметів як картопля, цибулина, тарілка і пляшка пива, ще й чийсь відрізаний палець, що не вміщується в цю банальну групу. Нічого не маючи проти милих голландців, завжди доброзичливий у спілкуванні, художник, проте, нещадний до фарисейства.
У творчості Миколи Залевського немає нічого догматичного, вона допускає різноманітні асоціації. Та й самого художника надихають не тільки візуальні враження, а також музика, поезія, улюблені твори Семюела Беккета, Артюра Рембо та ін. Сам він небагатослівний і лаконічний, майже афористичний у висловлюваннях. Не вживає алкоголь, не палить — дивиться на світ ясними блакитними очима, яким допомагають окуляри. 

Багатофігурна композиція «Розп'яття» (1996), на створення якої пішло багато років, незвично трактує тему Христа, зображує тільки одну його руку, пронизану цвяхом. Вона величезна, за масштабами ментального вимірювання стократно перевершує розміри людей, які сновигають навколо. Дія по географічному розташуванню також масштабна, охоплює Земну кулю. За влучним зауваженням мистецтвознавця М. Климентьєва, «найпроникливіше Київ відсутній на картині з розіп'ятою рукою на виході з нью-йоркського метро (Crusifiction), і оскільки в Києві теж є метро, друга рука має бути розіп'ятою саме там, на виході…» 

Викладач Університету Південної Каліфорнії мистецтвознавець Максим Климентьєв добре розуміє художника: «Миколі Залевському випало жити в дивній реальності за дивних часів. Він виріс і сформувався в країні, де ніхто — з тих, хто в ній жив — не хотів тоді жити й куди майже всі з них хотіли б повернутися зараз, хоча б на кілька секунд… Мистецтво Миколи Залевського — це канат, натягнутий між цією чудовою реальністю і добою, в якій живемо ми, канат, яким можна йти лише тоді, коли він туго натягнутий, а отже близький до розриву». 

Художник працює напружено і ретельно, довго виношує задум і відпрацьовує деталі, витрачаючи на кожну роботу не один рік. Він не женеться за публічністю й тиражністю, а працює неквапливо в тиші майстерні, не помічаючи часу.

### Обрані виставки
- 2012-музей російського мистецтва, Джерсі-Сіті, штат Нью-Джерсі, США, (персональна виставка)

- 2012- музей російського мистецтва, Джерсі-Сіті, штат Нью-Джерсі, США

- 2011 — Вест-Хартфорд Арт-ліга, штат Коннектикут, США, (персональна виставка).

- 2011 — CT +6, West Hartford Art-ліга, штат Коннектикут, США.

- 2009 — Єврейський общинний центр, Вест-Гартфорд, штат Коннектикут, США

- 2006 — Галерея «Колекція», Київ, Україна (персональна виставка).

- 1995 — галерея в Кантоні, штат Коннектикут, США.